# Zdenko Skraup
Zdenko Hans Skraup (né le 3 mars 1850 à Prague; mort le 10 septembre 1910 à Vienne), est un chimiste tchèque-autrichien.

## Biographie
Zdenko Skraup étudie de 1866 à 1871 à la Deutschen Technischen Hochschule à Prague où il est également assistant. Plus tard il effectue sa thèse de doctorat chez Heinrich Will. En 1881, il accepte une place de professeur puis il prend la succession de Leopold von Pebal en 1887 à l'université de Graz, où il exerce les fonctions de recteur en 1903 et 1904. En 1906, il retourne à Vienne après avoir obtenu la chaire de chimie de Adolf Lieben.
Zdenko Skraup oriente particulièrement ses recherches sur la chimie des substances naturelles et c'est dans ce domaine qu'il apporte d'importantes contributions. Il réussit entre autres à expliquer les structures de la quinine et du cinchonin. Skraup réussit également la synthèse de la quinoléine ; cette réaction est aujourd'hui appelée réaction de Skraup.

## Récompenses
En 1886, il reçoit le prix Ignaz-Lieben pour la synthèse de la quinoléine.

## Sources
- (de) Cet article est partiellement ou en totalité issu de l’article de Wikipédia en allemand intitulé « Zdenko Skraup » (voir la liste des auteurs).